# Sokole (województwo podlaskie)
Sokole – wieś w Polsce położona w województwie podlaskim, w powiecie białostockim, w gminie Michałowo.
Wieś jest siedzibą sołectwa Sokole.
Wieś magnacka hrabstwa zabłudowskiego położona była w końcu XVIII wieku w powiecie grodzieńskim województwa trockiego. W latach 1975–1998 miejscowość należała administracyjnie do województwa białostockiego.
Wierni kościoła rzymskokatolickiego należą do parafii Opatrzności Bożej w Michałowie.

## Historia

### Lata 1775–1886
Pierwsza wzmianka o wsi Sokole pochodzi z 1775 r. Sokole liczyło wtedy 5 domów. Zalążkiem wsi była prawdopodobnie karczma zbudowana przez właścicieli dóbr gródeckich przy trakcie: Bielsk–Zabłudów–Gródek–Grodno.
W 1835 r. Sokole wchodziło w skład folwarku Waliły. We wsi mieszkało 6 rodzin chrześcijańskich tj. dwie Janów Chrzanowskich, Tomasza Chrzanowskiego, Cypriana Jareckiego, Jakuba Kozłowskiego i Jakuba Zmitruka, liczące 45 osób oraz 5-osobowa rodzina żydowska dzierżawiąca karczmę.
W latach 1855–1860 w Topolanach szalała epidemia tyfusu i cholery. Choroby te dotknęły także mieszkańców Sokolego. Pozbawiły one życia ponad 30% mieszkańców wsi. Śmiertelność ludności była tak duża, że przy drodze do Gródka, przed rowem „Serwitutów”, za obecnymi krzyżami ulokowali cmentarz, gdzie chowano zmarłych. Dzisiaj Sokolanie miejsce to nazywają „Mahiłkami”.
W 1865 r. liczba mieszkańców Sokolego wzrosła do 87 osób, mieszkało 41 mężczyzn i 46 kobiet. W tym okresie chłopi posiadali 267 dziesięcin 1050 sążni kw. ziemi, z tego: pod siedliskami 13 dz. 540 s.; ornej 180 dz. 360 s, i łąk 33 dz. 150 s.

### Lata 1886–1914
5 grudnia 1886 r. otwarto linię kolejową: Białystok–Żednia–Waliły–Baranowicze–Wołkowysk. Przebiegała ona przy północnym krańcu wsi Sokole. Kolej uratowała byt Gródka, a samemu Białemustokowi zapewniła łączność z Moskwą przez Mińsk i Smoleńsk. W Żedni i w Waliłach były duże stacje kolejowe z dworcami, wybudowanymi na wzór dworca w Białymstoku z obszernymi poczekalniami, kasami biletowymi i restauracjami. W okresie międzywojennym szlakiem tym jeździł expres Paryż–Moskwa z taką dokładnością, że było można regulować zegarki.
Kolej Białystok–Wołkowysk wybudowana w 1886 r. mieszkańcom Sokolego umożliwiła połączenie komunikacyjne z Białymstokiem. Sokolanie posiadali słabe gleby oraz rozdrobnione gospodarstwa rolne. Musieli szukać innego zatrudnienia, i dojeżdżać do pracy zarobkowej do Białegostoku.
13 maja 1887 r. odbyło się zebranie dotyczące uwłaszczenia chłopów wsi Sokole. Uczestniczyło w nim 68 chłopów. Aktami nadania ziemi o ogólnej powierzchni 215 dz. 120 s. (235,43 ha) otrzymało na własność 35 rodzin.

### Lata 1914–1945
W czasie I wojny światowej do armii carskiej powołano rezerwistów z Sokolego i okolic, którzy mieli stawić się w garnizonie w Wołkowysku. Po klęsce wojsk carskich w Prusach Wschodnich obserwowano intensywny ruch na linii kolejowej Białystok–Wołkowysk. Na wschód jechały transporty rannych, ewakuowano sprzęt i wojska. Rosjanie opuszczali tereny Królestwa Polskiego, co ostatecznie nastąpiło w lipcu 1915 r.
Według Powszechnego Spisu Ludności z 1921 roku wieś zamieszkiwało 142 osoby (w tym 74 mężczyzn i 68 kobiet), wśród których 74 było wyznania rzymskokatolickiego, 60 prawosławnego, 1 ewangelickiego a 7 mojżeszowego. Jednocześnie 75 mieszkańców zadeklarowało polską przynależność narodową, 60 białoruską a 7 żydowską. Było tu 30 budynków mieszkalnych.

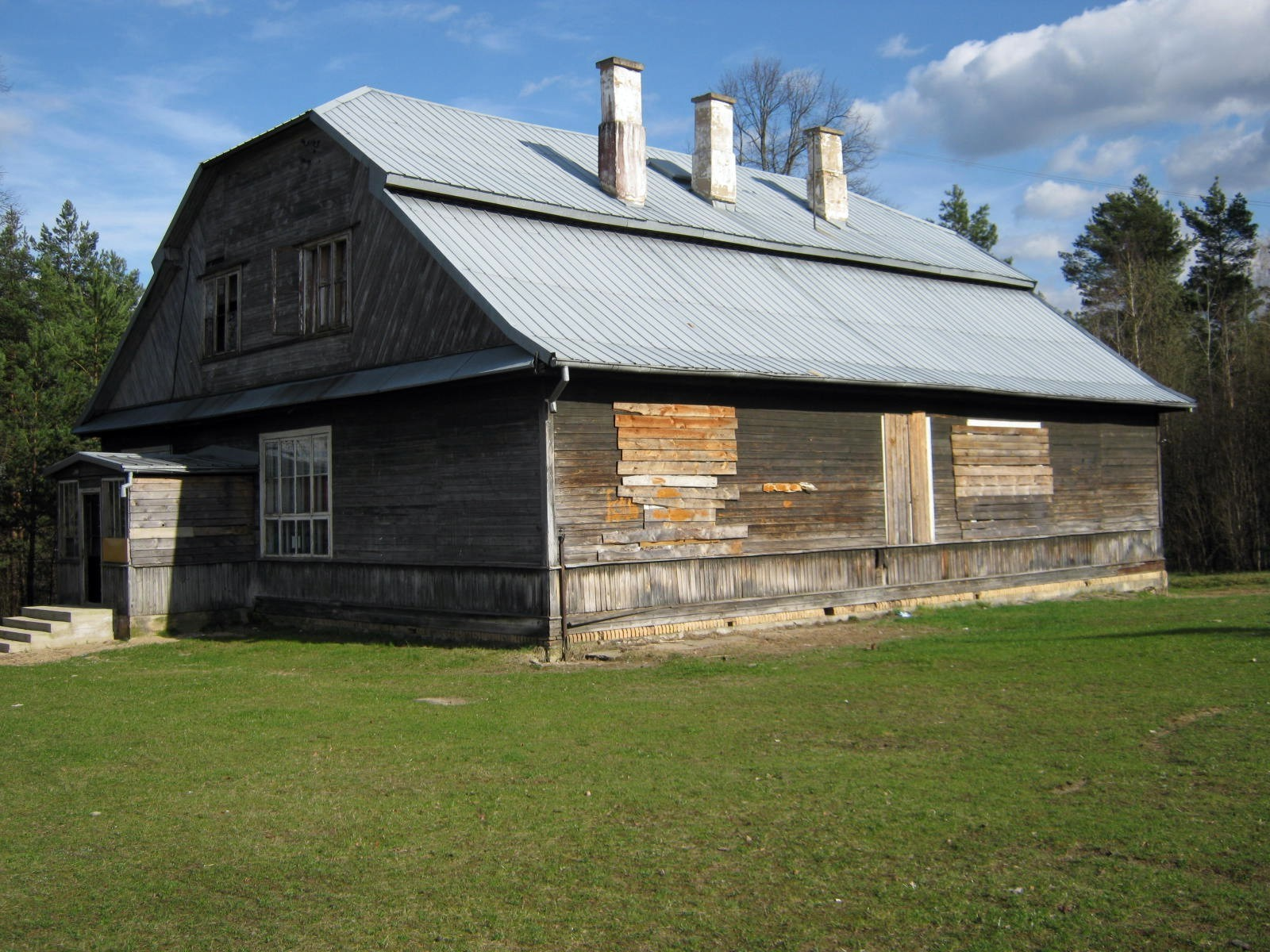
Zabytkowy Dom Ludowy

17 listopada 1937 r. odbyło się uroczyste poświęcenie Domu Ludowego im. Pierwszego Marszałka Polski Józefa Piłsudskiego. Ten dzień był świętem Sokolego. Uwieńczył on 4-letni okres budowy Domu Ludowego. W nowo zbudowanym obiekcie umieszczono 4 klasową publiczną szkołę powszechną i świetlicę wiejską.
W roku szkolnym 1939/40 w Sokolem były dwie szkoły, w których nauczano w języku polskim i białoruskim, a od września w roku szkolnym 1940/41 istniała tylko jedna szkoła z językiem białoruskim.
W lipcu 1944 r. pod naporem wojsk Armii Czerwonej, Niemcy opuścili bez walk zajmowaną pozycję, wysadzając w Sokolem w powietrze most kolejowy. W końcu lipca 1944 r. władze wojsk radzieckich urządziły w Domu Ludowym frontowy szpital polowy. Szpital istniał do końca sierpnia 1944 r. W 1944 r. władza radziecka i polska pozwoliła nauczycielce Marii Weronice Leśniak Chrzanowskiej na prowadzenie polskiej szkoły w Domu Ludowym. We wrześniu 1944 r. nauczycielka rozpoczęła naukę w szkole podstawowej w roku szkolnym 1944/1945.
W czasie II wojny światowej nie ucierpiał Dom Ludowy, a Sokole nie poniosło większych strat, ponieważ leżało wśród lasów i na uboczu działań wojennych, jak również znalazło się w 1941 r. pomiędzy obszarami działań VI i XI radzieckich korpusów zmechanizowanych 10 Armii.

### Lata 1945–1960
Po wyzwoleniu, w roku 1946 we wsi Sokole mieszkało 246 osób. Po II wojnie światowej plac szkolny został podzielony na dwie działki. Właścicielem Domu Ludowego i terenu został Skarb Państwa. Mimo że przez Sokole przebiegała dawna kolej carska, a później linia kolejowa PKP Białystok–Zubki Białostockie o długości 48 km, pociąg się nie zatrzymywał.
9 lipca 1948 r. Sokole nawiedziła nawałnica. Powalonych zostało kilka drzew i zniszczeniu uległy wszystkie plony. Na pamiątkę wydarzenia, mieszkańcy postawili po dwa duże drewniane krzyże (katolicki i prawosławny) przy wjeździe do wsi. Stanęły one przy drodze do Gródka, na „Pruskiej Górce” i przy drodze do Michałowa, na „Nowince”. Natomiast dzień 9 lipca ustanowiono świętem wsi.
24 maja 1953 r. paliła się wieś Sokole. Było to w Zielone Świątki w dniu pogrzebu Władysława Kasperowicza. Spłonął wówczas dom Juliana Kasperowicza oraz kilka stodół.
W połowie lat 50. XX w. na działce Skarbu Państwa w Sokolem, Białostockie Przedsiębiorstwo Budownictwa Przemysłowego (BPBP) w Białymstoku wybudowało ośrodek kolonijny. Ośrodek liczył około 120 miejsc noclegowych, miał basen kąpielowy i zaplecze gastronomiczne. Obiekt kolonijny stał na wspólnym placu wraz z Domem Ludowym. Przez 42 lata w ośrodku BPBP przez dwa miesiące w roku, w czasie wakacji, odpoczywały dzieci i młodzież pracowników „Przemysłówki”. Ostatni turnus kolonijny miał miejsce w 1997 r.

### Lata 1960–2000

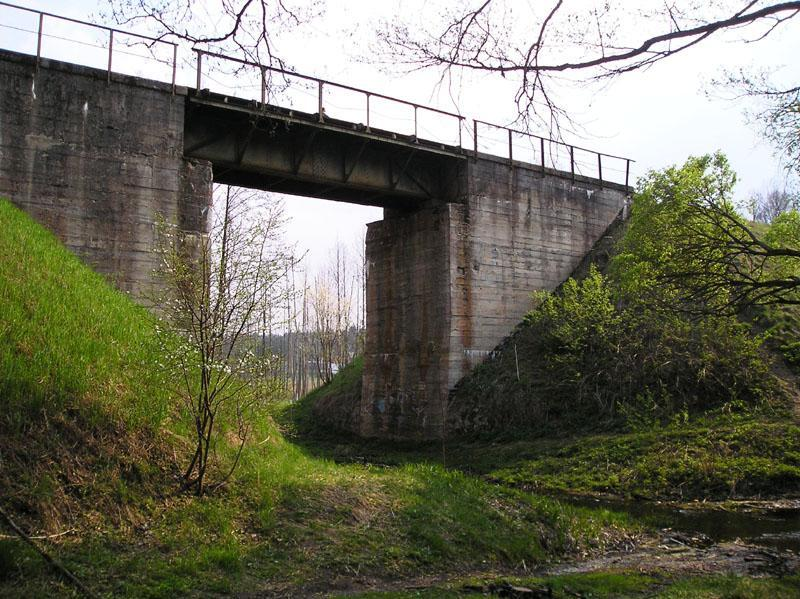
Most kolejowy z 1949 r. w Sokolem

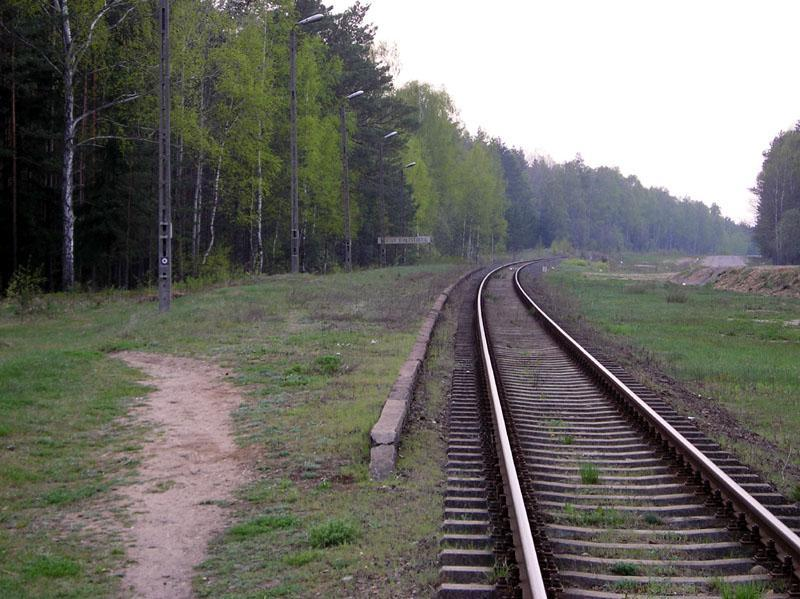
Peron przystanku PKP

22 lipca 1960 r. w święto Odrodzenia Polski odbyło się uroczyste otwarcie przystanku PKP Sokole Białostockie. Mieszkańcy wsi Sokole w czynie społecznym usypali peron oraz dobudowali do koszarki kolejowej kasę biletową i poczekalnię. Na początku lat 60 XX w. na trasie kolejowej Białystok–Zubki Białostockie otwarto dodatkowe przystanki PKP: Zajezierce, Sokole Białostockie i Straszewo.
W grudniu 1963 r. wsie Sokole i Żednia zostały zelektryfikowane.
W 1965 roku reaktywowano Związek Młodzieży Wiejskiej, który powstał w Sokolem w 1957 roku. Dzięki jego powstaniu zaczęła rozwijać się działalność edukacyjna, kulturalna i artystyczna, która trwała nieprzerwanie do czasu likwidacji klubu „Ruch”. Powstały dwa teatry, teatr tradycyjny i teatr przy kawie. Wystawiły on wiele komedii Aleksandra Fredry, kilka sztuk Haliny Auderskiej i wielu innych dramaturgów.

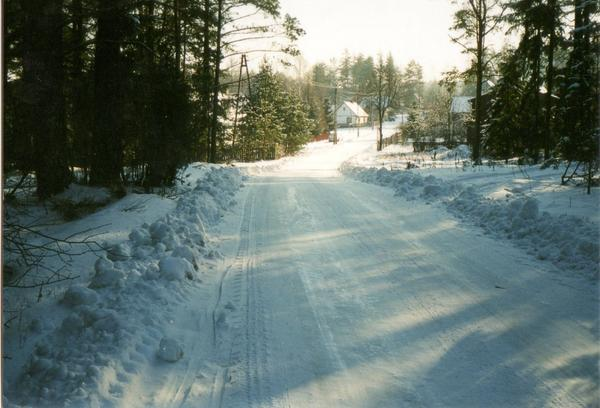
Wjazd do Sokolego

Sokole w 1970 r. liczyło 254 mieszkańców, w tym 130 mężczyzn i 124 kobiety.
29 lipca 1972 r. nastąpiło otwarcie Klubu „Ruch” w Sokolem. Klub „Ruch”, Koło ZMW i mieszkańcy wsi zdobyli wiele nagród krajowych i wojewódzkich. O aktywnej działalności kulturalnej klubu „Ruch” pisały dzienniki regionalne i prasa centralna. W klubie działały dwie grupy teatralne, teatr tradycyjny i teatr przy kawie. Odbywały się liczne spotkania z ciekawymi ludźmi, występy czołowych artystów i aktorów sceny polskiej, spektakle teatralne dla dzieci i dorosłych, projekcje filmów fabularnych i dokumentalnych, wieczory filmowe, spotkania z X muzą i dyskusje nad filmem.
2 marca 1978 r. mieszkańcy wsi Sokole i Klub „Ruch” zostali wyróżnieni „Za popularyzowanie sztuki teatralnej” dyplomem Ministra Kultury i Sztuki dr. Władysława Lorenca. Otrzymali nagrodę w wysokości 100 tys. 10 marca 1979 r. wieś uzyskała tytuł „Wsi Aktywnej Kulturalnie” w województwie białostockim, i otrzymała nagrodę w kwocie 170 tys.
W 1980 r. we wsi dokonano pod kierunkiem Janusza Siatkowskiego badań dialektologiczno-językowych, w ramach których odnotowano, że gwara białoruska zachowana wśród starszych dość dobrze, młodzież przeważnie mówi się po polsku.
31 grudnia 1987 r. Klub „Ruch” został zlikwidowany. Świetlica wiejska w Domu Ludowym istniała od lutego 1988 r. do końca października 2003 r.
W grudniu 1988 r. został otwarty sklep spożywczy przez GS „Samopomoc Chłopską” w Michałowie. Po upadku GS-u w połowie lat 90 XX w. budynek dzierżawiły i działalność handlową prowadziły prywatne firmy z Suszczy, Michałowa i właściciel Domu Opieki z Sokolego. Sklep ogólnospożywczy z końcem sierpnia 2010 r. został zlikwidowany i zaprzestano działalności handlowej.
Gmina Michałowo Uchwałą Rady Gminy w 1991 r. na gruntach wsi Sokole otrzymała w ramach scalania gruntów (komasacji) działkę na „Lidzmie” i działkę na „Nowince”. Łączna powierzchnia otrzymanej ziemi wyniosła 54,1173 ha. Na terenie tym znajdują się liczne źródła i przepływa rzeka Świnobródka.
15 grudnia 1995 r. wieś została podłączona do instalacji wodociągowej.
10 kwietnia 1996 r. gmina Michałowo otrzymała nieodpłatnie Dom Ludowy i trzy działki będące mieniem Skarbu Państwa w użytkowaniu szkół podstawowych. Obiekt kolonijny BPBP w Sokolem został sprzedany, obecnie w tych budynkach funkcjonuje prywatny pensjonat.
24 czerwca 1997 r. Szkoła Podstawowa w Sokolem została zlikwidowana.

### Lata 2000–2010
Pod koniec 2000 r. w Sokolem mieszkały 122 osoby, 58 mężczyzn i 64 kobiety.
Wybudowanych było 67 domów mieszkalnych, nie licząc domków letniskowych, Domu Ludowego, domu opieki społecznej i budynku sklepu. W Sokolem mieszkało na stałe 29 rodzin o wyznaniu rzymskokatolickim oraz 19 rodzin wyznania prawosławnego.

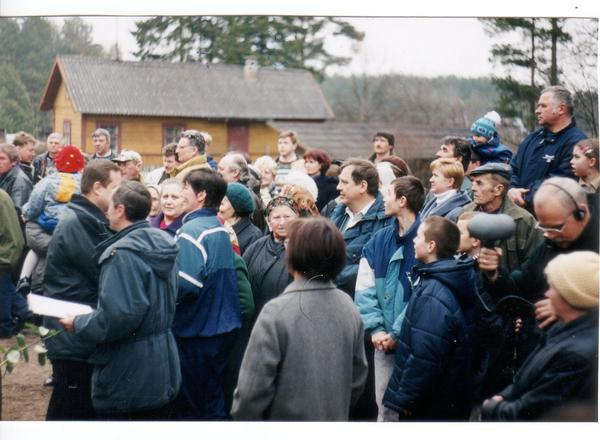
Pożegnanie pociągu dn. 2.04.2000 r.

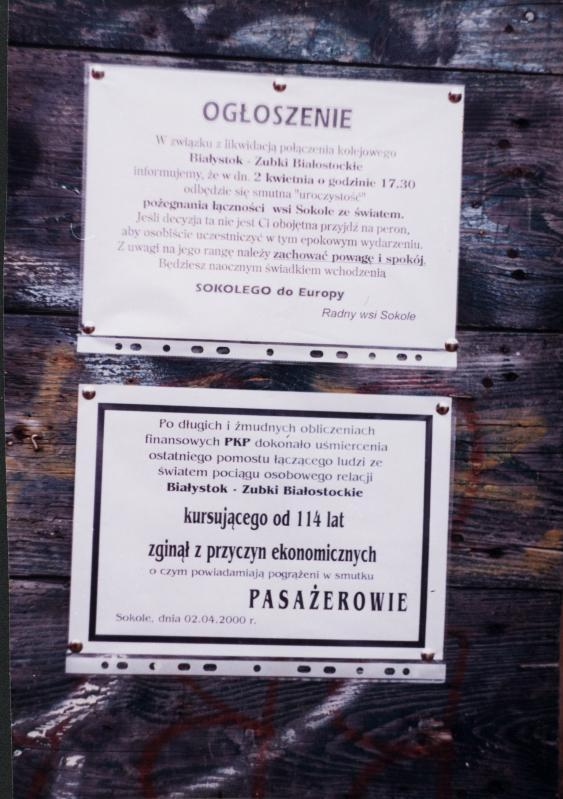
Ogłoszenie i klepsydra 2.04.2000 r.

2 kwietnia 2000 r. przez Sokole przejechał ostatni raz pociąg osobowy relacji Białystok–Zubki Białostockie, w 114. rocznicę uruchomienia tej trasy i 40. rocznicy otwarcia przystanku PKP Sokole Białostockie. 
15 kwietnia 2001 r. wsie Sokole i Żednia zostały podłączone do telefonów stacjonarnych.
7 lutego 2004 r. mieszkańcy wsi podjęli uchwałę o zaniechaniu sprzedaży Domu Ludowego. Wójt Marek Nazarko planował ten budynek sprzedać, bowiem po likwidacji szkoły, klubu „Ruch” i świetlicy, Dom Ludowy został zdewastowany i popadł w ruinę.
Artystka współczesna Agnieszka Tarasiuk Sutryk ze stowarzyszenia WIDOK w Białymstoku w 2006 r. zainicjowała stworzenie Regionalnego Centrum Ochrony Krajobrazu w Domu Ludowym im. Pierwszego Marszałka Polski Józefa Piłsudskiego w Sokolem. Dom Ludowy po remoncie i rozbudowie miał służyć jako obiekt o funkcji szkoleniowo-turystyczno-wypoczynkowej. Wójt Michałowa zobowiązany był w 2008 r. złożyć projekt o dotację, do RPO Województwa Podlaskiego na lata 2007–2013. Ostatecznie wójt M. Nazarko projektu o dofinansowanie 75% z Unii Europejskiej, przy 2,4 mln wartości kosztorysowej inwestycji nie złożył.
7 sierpnia 2005 r. mieszkańcy wsi Sokole otrzymali drogę utwardzoną o długości 1841 m wzdłuż torów kolejowych Białystok–Zubki Białostockie. Inwestycja kosztowała gminę ponad 1,5 mln. Drogę poświęcił proboszcz parafii prawosławnej w Michałowie ks. Jan Jaroszuk i prefekt parafii katolickiej w Michałowie ks. Sławomir Piłaszewicz.
1 sierpnia 2009 r. w Sokolem powołano do życia „Towarzystwo Przyjaciół Sokolego”. Prezesem towarzystwa została Barbara Pacholska.
W 2010 r. w Sokolem mieszkało 132 osób zameldowanych na pobyt stały i 12 osób na pobyt tymczasowy (bez mieszkańców Domu Opieki).

### Lata 2011–2020

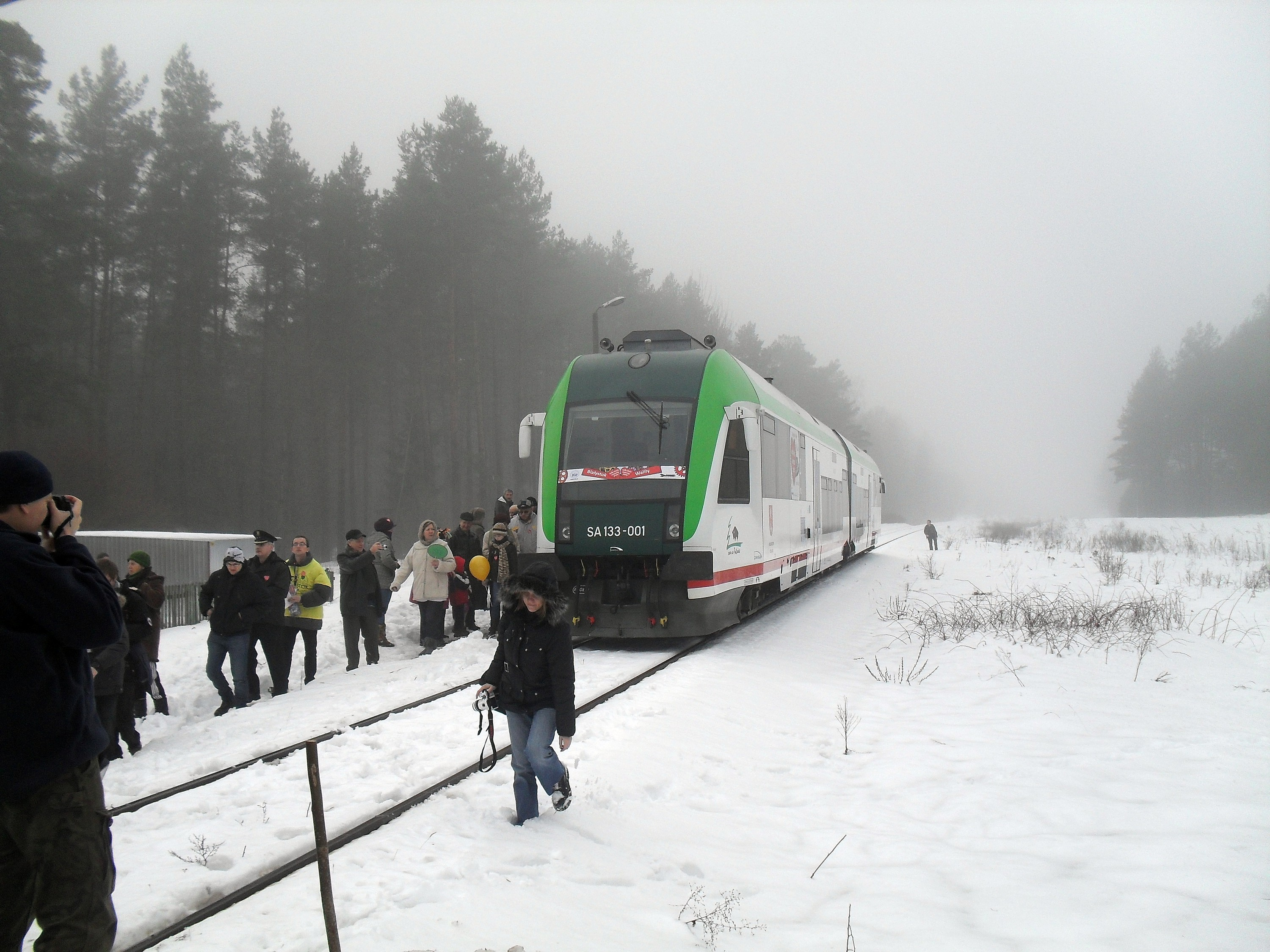
Powitanie pociągu WOŚP w Sokolem

9 stycznia 2011 r. z białostockiego dworca PKP o godz. 10:30 odjechał pociąg do Walił. Zabytkowa linia Białystok – Wołkowysk, a później Białystok – Zubki Białostockie istnieje od 125 lat, ale od dawna nie jest używana. Dzięki 19 Finałowi Wielkiej Orkiestrze Świątecznej Pomocy ożyła. Pierwszy raz od 11 lat wyruszył nią pociąg. Autobus szynowy kursujący na tej trasie przypomniał mieszkańcom Kurian, Zajezierc, Żedni, Sokolego i Walił czasy, kiedy pociągi jeździły tędy codziennie. Pociągiem jechali miłośnicy kolei z regionu i z całej Polski, także z Czech. W Sokolem pociąg zatrzymał się około 12:15 i został powitany przez bardzo licznie zebranych mieszkańców wsi, tak jak było w dniu 2 kwietnia 2000 r. na pożegnaniu pociągu. Na peronie Sokole Białostockie została przeprowadzona aukcja Monografii wsi Sokole 1775–2010 autorstwa A. Kasperowicza. Po 30 minutach postoju w Sokolem, żegnany gorąco przez mieszkańców wsi i przyjezdnych, szynobus odjechał do Walił. W Waliłach pociąg orkiestrowy powitała orkiestra folkowa i 600 osób. Czas pobytu pociągu umilały zespoły artystyczne i muzyczne działające przy GOK-u w Gródku. Po wrzuceniu symbolicznej kwoty do puszki wolontariuszy, ponad 300 osób dwukrotnie przejechało się pociągiem na trasie: Waliły – Sokole – Waliły. Z pociągu orkiestrowego zebrano około 12 tys. złotych dla dzieci ze schorzeniami nefrologicznymi i urologicznymi.
2 lipca 2016 r. wyruszył po 16 latach i 3 miesiącach pierwszy pociąg relacji Białystok–Waliły. Inauguracyjny przejazd stał się okazją do świętowania na końcowej stacji Waliły. Podróżni byli witani na każdym przystanku, a w Waliłach po staropolsku – chlebem i solą. Było mnóstwo podziękowań kierowanych do władz samorządowych, marszałka województwa Jerzego Leszczyńskiego, zarządu podlaskich kolei i inicjatorów przedsięwzięcia, a zwłaszcza do Andrzeja Kasperowicza, który z uporem i determinacją zabiegał o przywrócenie połączenia kolejowego. Pierwszym pociągiem z Białegostoku do Walił podróżowało 120 osób. W inauguracyjnym przejeździe udział wzięli: marszałek J. Leszczyński, wójt gminy Gródek Wiesław Kulesza, dyrektor podlaskiego oddziału PKP PLK Andrzej Kierman, dyrektor podlaskiego oddziału Jarosław Glazer, a także dobry duch przedsięwzięcia Andrzej Kasperowicz.
4 września 2016 r. w Sokolu obchodzono Jubileusz 130-lecia Kolei Poleskiej. Z tej okazji Andrzej Kasperowicz napisał książkę 130 lat Kolei Poleskiej. Kolej Poleska: Baranowicze–Słonim–Wołkowysk–Andrzejewicze–Krynki–Waliły–Żednia–Białystok Poleski, była jedną z czterech linii kolejowych, które powstały w latach 1882–1886, otwarcie nastąpiło 5 grudnia 1886 r. Stanowiła równoleżnikowe połączenie Kolei Warszawsko-Petersburskiej z Koleją Warszawsko-Terespolską. Ostatni rozdział historii Kolei Poleskiej autor poświęcił reaktywowaniu połączenia kolejowego Białystok–Waliły. Spotkanie autorskie odbyło się w Sokolu 4 września na jubileuszu 130-lecia Kolei Poleskiej.

## Zabytki
Dom Ludowy im. Pierwszego Marszałka Polski Józefa Piłsudskiego w Sokolem
15 grudnia 2009 r. Podlaski Wojewódzki Konserwator Zabytków Andrzej Nowakowski wpisał do rejestru zabytków pod nr A-261 Dom Ludowy im. Pierwszego Marszałka Polski Józefa Piłsudskiego w Sokolem. Burmistrz Michałowa Marek Nazarko decyzję Konserwatora Zabytków zaskarżył 30 grudnia 2009 r. do Ministra Kultury i Dziedzictwa Narodowego. Minister Kultury 9 marca 2010 r. wydał postanowienie i utrzymał w mocy decyzję Podlaskiego Wojewódzkiego Konserwatora Zabytków w Białymstoku z dnia 15 grudnia 2009 r.

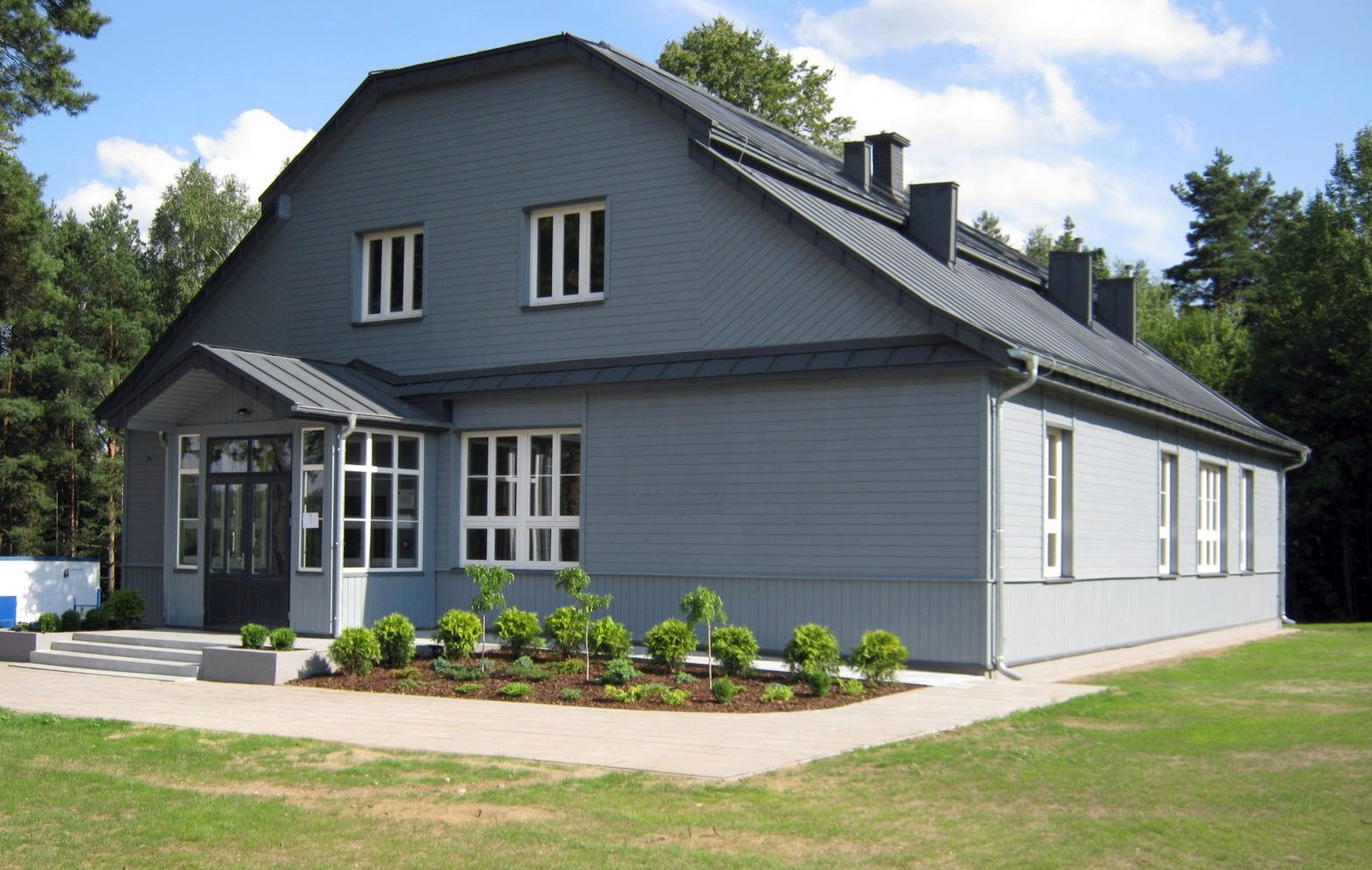
Zabytkowy Dom Ludowy po remoncie

5 sierpnia 2012 r. do użytku został oddany zabytkowy Dom Ludowy im. Pierwszego Marszałka Polski Józefa Piłsudskiego w Sokolem. Budynek został całkowicie wyremontowany i zmodernizowany. Przedwojenny Dom Ludowy to piękny drewniany stary budynek, na skarpie, oparty o ścianę lasu. Wybudowano go w 1937 r. w czynie społecznym, korzystali z niego mieszkańcy, po wojnie była tu szkoła i świetlica wiejska. Kiedy zamknięto te placówki, obiekt zaczął niszczeć. Po generalnym remoncie zabytkowy Dom Ludowy odzyskał swój modernistyczny charakter oraz tradycyjną formę architektoniczną. Wszystkie pomieszczenia zostały dostosowane tak, by umożliwiały organizację m.in. warsztatów artystycznych, stypendiów pobytowych dla artystów, konferencji, seminariów, szkoleń, obozów dla młodzieży, prowadzenia usług związanych z informacją turystyczną. Ponadto w budynku znajdują się miejsca noclegowe dla dwunastu osób w dwóch pokojach, przeznaczone będą dla osób korzystających z ośrodka. Inwestycja była możliwa dzięki środkom Unii Europejskiej. Pozyskano 500 tys. zł, koszt całej inwestycji to 883 tys. zł. W nowo otwartym Domu Ludowym można oglądać stałą wystawę archiwalnych zdjęć z okresu wyświęcenia z 1937 r. i tymczasową portretów ślubnych mieszkańców Sokolego. Poświęcenie Domu Ludowego była Świętem Wsi, czyli festynem pt. Dawno temu w Sokolem. Na scenie plenerowej gościły liczne zespoły muzyczne i artystyczne, a gwiazdą wieczoru był zespół folkowy Czeremszyna. Tłumy sokolan przybyły na otwarcie 75-letniego wyremontowanego Domu Ludowego im. I Marszałka Polski Józefa Piłsudskiego.
13 kwietnia 2013 r. w zabytkowym Domu Ludowym w Sokolem odbyła się promocja książki miejscowego społecznika Andrzeja Kasperowicza, którą wydał własnym sumptem. Członkowie Towarzystwa Przyjaciół Sokola zorganizowali specjalne święto, podczas którego prezentowana była monografia „75 lat Domu Ludowego im. I Marszałka Polski Józefa Piłsudskiego we wsi Sokole 1937–2012”. W książce przedstawiono historię istnienia i funkcjonowania Domu Ludowego, od chwili budowy i wyświęcenia w 1937 r., poprzez lata intensywnej działalności, smutny epizod dewastacji i remont kapitalny w 2012 r. Historia Domu Ludowego to fragment najnowszych dziejów Polski, obejmujący czasy II RP, okupację niemiecką, pracowity okres PRL-u i lata demokracji. To także losy mieszkańców wsi Sokole, nierozerwalnie związane przez 75 lat z życiem Domu Ludowego, a także lista niezwykłych gości odwiedzających przybytek kultury ukryty wśród lasów Parku Krajobrazowego Puszczy Knyszyńskiej. Wstęp do książki napisał prof. dr hab. Adam Dobroński.
18 listopada 2017 r. sokolanie i goście świętowali 80-lecie Domu Ludowego w Sokolu i 150-rocznicę urodzin jego patrona Józefa Piłsudskiego. Atrakcji było co nie miara. Wykład o patronie DL wygłosił historyk Andrzej Lechowski, odsłonięto portret marszałka, dokonano historycznego wpisu o tej uroczystości do Księgi Wieczystej Ofiarodawców i Fundatorów Budowy DL w Sokolu, pokazano rodzinne pamiątki związane z marszałkiem, wystawę jego portretów, promowano książkę Andrzeja Kasperowicza o historii DL, komiks wydany przez Muzeum Wojska w Białymstoku, recytowano poezję legionową. Zaśpiewał chór żeński Belcanto pod dyrekcją Grażyny Ewy Falkowskiej. Finansowo wsparł: Urząd Marszałkowski Województwa Podlaskiego

## Przyroda i turystyka
Sokole leży na skraju Puszczy Knyszyńskiej z Parkiem Krajobrazowym, który został utworzony w 1988 roku. Obszar Puszczy obejmuje 839 kilometrów kwadratowych powierzchni.
W Sokolem ma początek Szlak Wzgórz Świętojańskich po Parku Krajobrazowym Puszczy Knyszyńskiej zwany również Szlakiem Świętojańskim. Pieszy szlak turystyczny przecina gminy: Michałowo, Gródek i Supraśl. Trasa szlaku: Sokole – Stanek – Świnobród – Downiewo – Królowy Most – wzdłuż rzeki Płoski – Wzgórza Świętojańskie – Cieliczanka – Supraśl. Długość szlaku wynosi 27 km i jest oznakowany kolorem czerwonym.

## Obchody 235-lecia powstania wsi

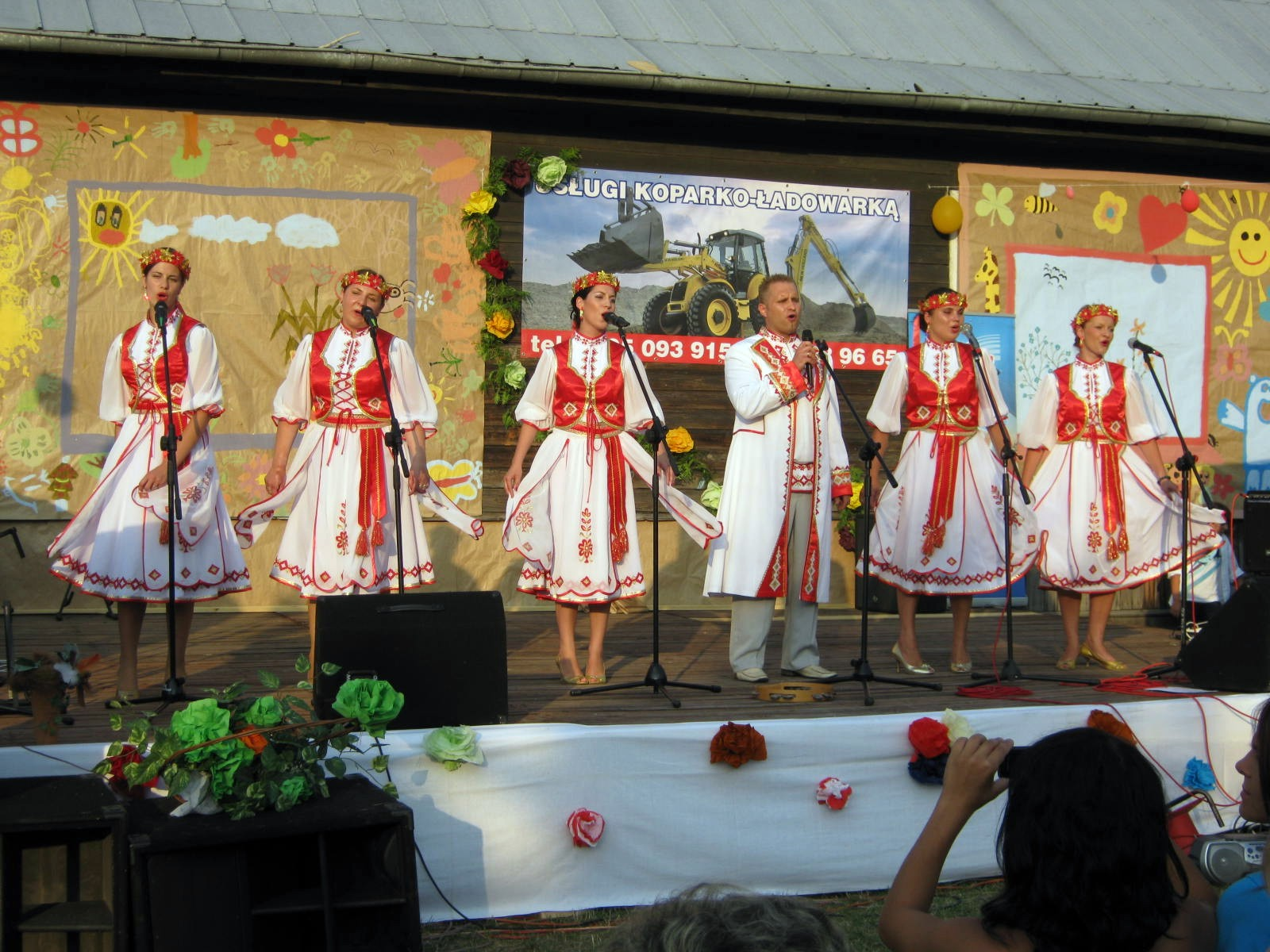
„Kalinka” z Gródka na 235-leciu

24 lipca 2010 r. Sokole obchodziło jubileusz 235-lecia powstania wsi. Z tej okazji Andrzej Kasperowicz wydał w lutym Monografię wsi Sokole 1775–2010, historię Stanku, Świnobrodu, Zajmy i Żedni. W czerwcu ukazała się druga książka Okruchy historii wsi Sokole i okolic autorstwa Barbary Pacholskiej i Ewy Kupraszewicz. Głównym organizatorem jubileuszu było Towarzystwo Przyjaciół Sokolego. Na imprezę przybyli mieszkańcy wsi Sokole, okolicznych wsi i miasteczek oraz Białegostoku. Przed południem odbył się „XI Piknik Koński”. Otwarto wystawę archiwalnych zdjęć ze zbiorów mieszkańców Sokolego „Sokole w starej fotografii”. Na scenie przed zabytkowym Domem Ludowym wystąpiły liczne zespoły artystyczne i rozrywkowe. Na placu przed Domem Ludowym zasadzono 5 jubileuszowych dębów. W imprezie uczestniczyło ponad 300 osób.